# نويألمباخ
نويألمباخ (بالألمانية: Neualmbach) المعروف أيضًا باسم نيوالباخ (بالألمانية: Neualpbach) هو نهر يقع في مجراه بأكمله على الحدود بين بافاريا وألمانيا وتيرول والنمسا، في أميرغاو ألبس.